# Dorndorf (Hessen)
Dorndorf is een plaats in de Duitse gemeente Dornburg (Hessen), deelstaat Hessen, en telt 1400 inwoners.